# 1968 en basket-ball
Chronologie du basket-ball
1967 en basket-ball - 1968 en basket-ball - 1969 en basket-ball
Les faits marquants de l'année 1968 en basket-ball

## Mai
- 4 mai :  les Pipers remportent le titre de l'American Basketball Association, lors de la saison inaugurale[1]. L'équipe bat les New Orleans Buccaneers 4 manches à 3 alors qu'au cours de la saison, les Pipers attirent jusqu'à 12 300 fans lors d'un match en janvier contre les Minnesota Muskies[2]. Lors de la finale, les Pipers vont remporter la manche ultime devant leur public de la Civic Arena 122 à 113, devant 11 457 personnes.

## Récapitulatifs des principaux vainqueurs de compétitions 1967-1968

### Masculins
| Europe - Allemagne : MTV 1846 Gießen - Espagne : Real Madrid - Coupe d’Europe des clubs champions : Real Madrid - France : ASVEL | Amériques - ABA : Pittsburgh Condors - NBA : Boston Celtics - NCAA : | Afrique, Asie, Océanie |

### Féminines
| Europe | Amériques | Afrique, Asie, Océanie |

## Naissances
- 22 mai : Randy Brown, joueur américain, triple champion NBA.